# Список экзопланет, открытых телескопом «Кеплер»
В приведённой таблице перечислены планеты, открытые телескопом «Кеплер», подтверждённые повторными наблюдениями.
На 24 июня 2016 года подтверждено наличие 2327 планет.